# Palaeorhiza agrias
Palaeorhiza agrias là một loài Hymenoptera trong họ Colletidae. Loài này được Hirashima mô tả khoa học năm 1989.